# Juan Pantoja de la Cruz

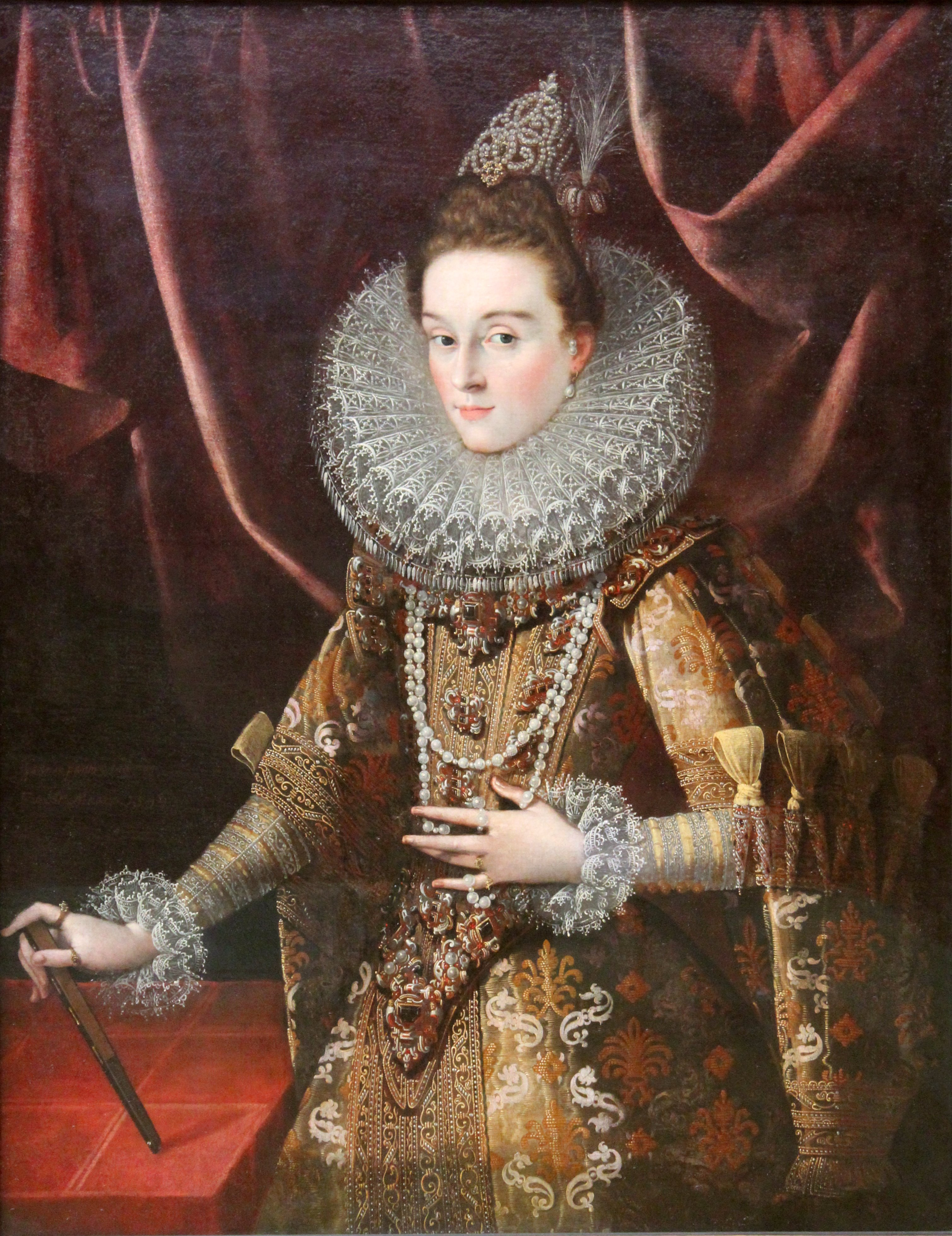
La infanta Isabel Clara Eugènia, 1599 (Alte Pinakothek de Múnic).

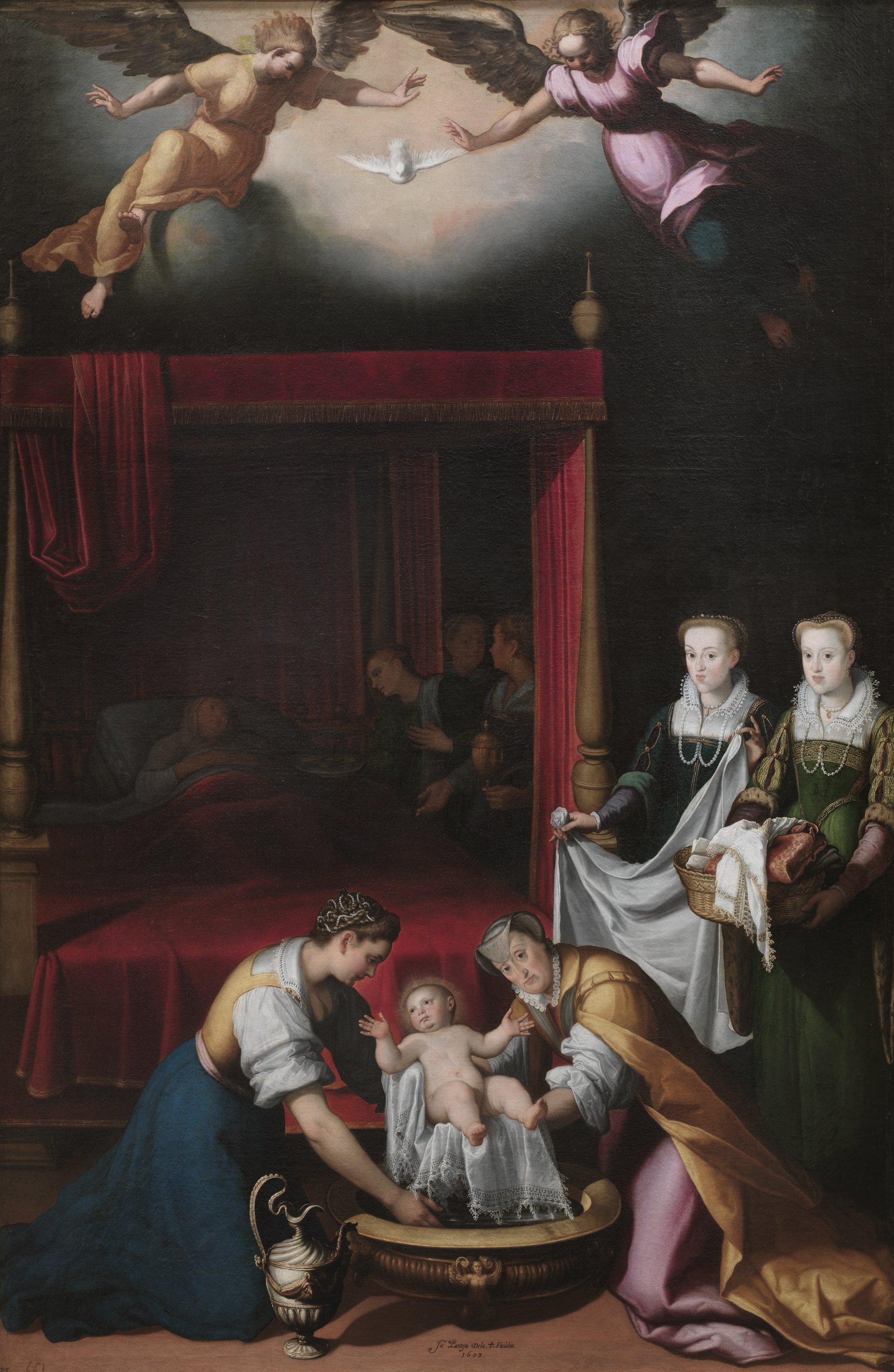
Naixement de la Mare de Déu, 1603, Museu del Prado. Conjugant pintura religiosa i retrat al diví, Pantoja va retratar Maria de Baviera, sogra de Felip III d'Espanya, en la dama que sosté a la Verge nena, assistida per dos de les seves filles, sent els tres únics personatges que miren a l'espectador per destacar convencionalment el seu caràcter de retrats.

Juan Pantoja de la Cruz (Valladolid, 1553 - Madrid, 26 d'octubre de 1608), va ser un pintor espanyol del Renaixement, especialitzat en el retrat cortesà amb una estètica manierista, format en els models d'Anthonis Mor i Alonso Sánchez Coello.

## Biografia
Es va traslladar molt jove a Madrid, on va ser deixeble d'Alonso Sánchez Coello, amb qui va col·laborar en algunes obres. El 1587 es va casar i l'any següent es va independitzar com a pintor, coincidint amb la mort del seu mestre. Des d'aquest moment serà el retratista més important de la cort, encara que fins al 1596 no va obtenir el títol de pintor de cambra del rei Felip II de Castella.
El 1598, en pujar al tron Felip III d'Espanya, es va convertir en retratista oficial de la cort. També es va consagrar com a retratista de la noblesa, guardant els mateixos convencionalismes, segons s'aprecia en el retrat del Duc de Lerma (1602), actualment a la Fundació Medinaceli, o al retrat de Don Diego de Villamayor (1605), al Museu de l'Ermitage.
Pantoja va practicar també la pintura religiosa, que en alguna ocasió va tractar com retrat al diví, així en l'Anunciació que va pintar el 1606, en què es va servir dels retrats de la reina Margarida i de la infanta Anna per caracteritzar els rostres de la Verge i l'àngel Gabriel. Obres destacades en aquest gènere són Santa Leocadia de la Catedral de Còrdova, datada el 1603, la Resurrecció (1605) de l'Hospital de Valladolid, amb influències de Orazio Borgianni, i el Naixement de la Mare de Déu (Museu del Prado), on assimila els jocs de llum i el naturalisme de Navarrete el Mut sense abandonar la seca precisió flamenca. Aquesta obra, en què apareixia també retratada la mare de la reina, va ser pintada per a l'oratori privat de la reina al palau de Valladolid, amb motiu del trasllat de la capital a aquella ciutat, a la qual s'havia traslladat Pantoja acompanyant a la Cort.
Hi ha notícies documentals que fan referència a bodegons pintats per ell, a imitació dels que arribaven d'Itàlia, i com a pintor al fresc consta la seva participació en les decoracions del Pardo, actualment perdudes. En morir va deixar sense concloure les pintures del sostre de la Sala dels Retrats del Palau del Pardo, on treballava ajudat pel seu fill i en col·laboració amb Francisco López, amb qui tenia certes desavinences sobre el que corresponia a cada un, i per això en el testament demanava que es taxessin, assegurant que la seva participació havia estat molt més gran. No obstant això, la col·laboració amb el mateix pintor devia ser freqüent, ja que tenien també contractat conjuntament el retaule de Sant Agustí de Valladolid, i els seus hereu concertar amb López la finalització del que Pantoja havia deixat sense acabar al Pardo. També apareixen estretament vinculats amb ell Santiago Morán, que a la seva mort el va succeir en el càrrec de pintor del rei, i els seus deixebles més directes, Rodrigo de Villandrando i Bartolomé González.
Amb motiu del quart centenari de la seva mort, el Museu del Prado va presentar el 2008 una selecció de les seves obres, que majoritàriament es mantenen emmagatzemades per limitacions d'espai.

## Estil
Seguint la tradició del retrat flamenc, va intentar mostrar minuciosament les puntes, vestits i joies dels seus models, que situava drets, una mica envanits i sobre un fons neutre fosc, o al costat d'una taula o de butaques fraresques amb intenció simbòlica. També dibuixava les mans amb precisió, amb la mateixa intenció simbòlica que la postura, homes reposant sobre l'espasa, o dones que porten un mocador o un ventall. D'acord amb la tradició del retrat de tall i el magisteri de l'escola veneciana de Ticià, els membres de la reialesa per ell retratats apareixien austers, sobris i convencionalment elegants. En els rostres gairebé no hi ha estudi psicològic, primant la inexpressivitat. Alçats sobre immensos colls blancs, els retratats miren fixament cap a l'espectador.

## Obres destacades
Entre els seus retrats dels membres de la família reial destaquen el de Felip II de 1591, actualment al Reial Monestir de San Lorenzo del Escorial, els retrats de la Infanta Isabel Clara Eugènia, de 1599, i del seu marit l'Arxiduc Alberto(1600), tots dos a l'Alte Pinakothek de Múnic, els retrats de les esposes de Felip III, Anna d'Àustria (1602) i Margarida d'Àustria (1607), conservats al Museu del Prado, o el Retrat de Felip III vestit amb l'hàbit de Gran Mestre de l'Orde del Toisó d'Or (Museu Goya, Castres), una de les últimes obres de l'artista, signat el mateix any de la seva mort. Altres retrats de Felip III i de la seva esposa Margarida d'Àustria es troben en la col·lecció reial britànica.
Al Museu Nacional d'Art de Catalunya es pot veure un retrat seu del príncep Felip III, provinent del llegat de Francesc Cambó. A la Biblioteca Museu Víctor Balaguer es pot veure un retrat seu d'una dona desconeguda, i també es troben obres seves a la col·lecció del Museu Abelló.